# Kornél Mundruczó
Kornél Mundruczó (ur. 3 kwietnia 1975 w Gödöllő) – węgierski reżyser filmowy i teatralny, scenarzysta, aktor i producent filmowy.

## Życiorys
Na budapeszteńskim Uniwersytecie Filmowym i Teatralnym (Színház- és Filmművészeti Egyetem) uzyskał w 1998 najpierw dyplom na wydziale aktorskim w klasie Gábora Zsámbékiego, a następnie w 2003 na wydziale reżyserii filmowej i telewizyjnej w klasie Jánosa Szásza i Jánosa Zsombolyaiego. Dzisiaj jest już reżyserem filmowym o międzynarodowej sławie, którego dzieła są pokazywane na całym świecie na festiwalach wysokiej rangi. Nową pracę zaczyna najchętniej wtedy, gdy znajdzie inspirujący go temat, towarzystwo lub miejsce. 
W latach 1997–1998 był członkiem zespołu w teatrze Arany János Gyermekszínház, potem aktorem w Radnóti Miklós Színház oraz Katona József Színház. Od 2003 reżyseruje w teatrach. Wśród wielu innych w Krétakör Színház, Bárka Színház, a również w teatrach zagranicznych, np.: w hamburskim Thalia Theater, hanowerskim Schauspiel, warszawskim Teatrze Rozmaitości i zurychskim Schauspielhausie. W 2009 wraz z Dorą Büki zakładają niezależną trupę teatralną Proton Színház. 
Karierę reżysera filmowego rozpoczyna w 2000. Jego pierwszy film fabularny Nincsen nekem vágyam semmi zdobywa między innymi na najważniejszym węgierskim festiwalu filmowym Magyar Filmszemle nagrody za najlepszy reżyserski debiut filmowy, od Jury Studenckiego i Gildii Reżyserów Węgierskich. Następny, tym razem krótkometrażowy film pod tytułem Afta otrzymuje nagrody na wielu krajowych i międzynarodowych konkursach.
W 2003 otrzymał stypendium twórcze z programu Cinéfondation w ramach MFF w Cannes, dzięki któremu w Paryżu wraz z Yvette Bíró opracował scenariusz do filmu Delta. W tym samym roku wraz z Viktórią Petrányi, która od czasu studiów była jego współpracownicą, współscenarzystką i kreatywną partnerką, założył firmę Proton Cinema Kft, zajmującą się produkcją filmową. Od 2004 jest członkiem Europejskiej Akademii Filmowej.
W 2005 zdobył stypendium twórcze z Programu Nipkowa w Berlinie, gdzie przez trzy miesiące utalentowani scenarzyści i reżyserzy biorą udział w kursach zawodowych i konsultacjach.
Biały Bóg (2014), piąty film w karierze Mundruczó, zdobył nagrodę główną w sekcji "Un Certain Regard" na 67. MFF w Cannes. Na tej samej imprezie główny psi aktor filmu otrzymał nagrodę Palm Dog (Psią Palmę) za najlepszą psią kreację.

## Filmografia
- Cząstki kobiety (Pieces of a Woman) - film fabularny, 2020
- Księżyc Jowisza (Jupiter holdja) - film fabularny, 2017
- Gólyatábor (film krótkometrażowy, 2016) - producent, reżyser: György Mór Kárpáti
- Sens życia oraz jego brak (VAN valami furcsa és megmagyarázhatatlan, 2014) - producent, reżyser: Gábor Reisz
- Biały Bóg (Fehér isten) - film fabularny, 2014
- Viharsarok (film fabularny, 2013) - producent, reżyser: Ádám Császi
- Fal (Ściana)(film krótkometrażowy, 2013) - producent, reżyser: Simon Szabó
- SZELÍD TEREMTÉS - A Frankenstein-terv (film fabularny, 2010)
- A Nibelung-lakópark (nagranie ze sztuki teatralnej, 2009)
- Oda az igazság! (film fabularny, 2009) - aktor, reżyser: Miklós Jancsó
- Csak segélyhívás (film krótkometrażowy, 2009) - producent, reżyser: Lőrincz Nagy Kovács
- Delta - film fabularny, 2008
- Állomás (serial telewizyjny, 2008) - aktor, reżyser: Zsolt Balogh i Róbert Pajor (w 7 epizodach)
- István Örkény: Az igazi halál (film telewizyjny, 2007) - aktor, reżyser: József Pacskovszky
- Lányok (film fabularny, 2007) - aktor, reżyser: Anna Faur
- Bianco (film krótkometrażowy, 2006) - aktor, reżyser: Rudolf Péter Kiss
- Ede megevé ebédemet (film fabularny, 2006) - aktor, reżyser Miklós Jancsó
- Joanna (Johanna) - film fabularny, opera, 2005
- Apu (film krótkometrażowy, 2005) - aktor, reżyser: Anna Faur
- Rövid ideig tartó csend (film krótkometrażowy, 2004) (w: Elveszett tárgyak)
- Kis Apokrif no. 2 (film krótkometrażowy, 2004)
- Szezon (film fabularny, 2004) - aktor, reżyser: Ferenc Török
- József és testvérei - Jelenetek a parasztbibliából (film fabularny, 2004) - aktor, reżyser: András Jeles
- A 78-as Szent Johannája (film krótkometrażowy, opera, 2003)
- Kis Apokrif no. 1 (film krótkometrażowy, 2002)
- SZÉP NAPOK (film fabularny, 2002)
- Főpróba (film krótkometrażowy, 2002) - aktor, reżyser: Csaba Tóth
- Nuker (film krótkometrażowy, 2002) - aktor, reżyser: Anna Faur
- Afta (film krótkometrażowy, 2001)
- Utolsó Vacsora az Arabs Szürkénél (film fabularny, 2001) - aktor, reżyser: Miklós Jancsó
- NINCSEN NEKEM VÁGYAM SEMMI (film fabularny, 2000)
- Kisváros (serial telewizyjny, 2000) - aktor, reżyser: Zsolt Balogh (w 1 epizodzie)
- Haribó-Haribá! (film krótkometrażowy, 1999) - film na egzamin
- Vörös Hold (film krótkometrażowy, 1999) - film na egzamin
- Addig járjunk (film krótkometrażowy, film dokumentalny, 1999) - film na egzamin
- Szomszédok (serial telewizyjny, 1999) - aktor, reżyser: Ádám Horváth (w 9 epizodach)
- Minőségét megőrzi (film krótkometrażowy, 1998) - etiuda filmowa
- Szabadulásra ítélve (film krótkometrażowy, 1996) - aktor, reżyser: István Tényi

## Dzieła teatralne
- Hotel Lucky Hole - Öngyilkosság trilógia III. część[8] (reżyser: Kornél Mundruczó i Kata Wéber) - Schauspielhaus Zurich, Szwajcaria 2014.[9]
- A kékszakállú herceg vára/Téli utazás, Zamek Sinobrodego, (kompozytor: Béla Bartók/Franz Schubert) - Vlaamse Opera, Gandawa, Belgia 2014.
- Demencia - Öngyilkosság trilógia II. część (reżyser: Kornél Mundruczó i Kata Wéber) - Proton Színház 2013.
- Denevér, avagy az én kis temetőm - Öngyilkosság trilógia I. część (reżyser: Kornél Mundruczó i Kata Wéber) - TR Warszawa, Polska 2012.
- Szégyen (autor: J.M. Coetzee) - Proton Színház 2012.
- Szép napok (reżyser: Kornél Mundruczó i Viktória Petrányi) - Theater Oberhausen, Niemcy 2012.
- Eljegyzés Santo Domingón avagy my sweet Haiti (Zaręczyny w San Domingo lub my sweet Haiti ), (reżyser: Kornél Mundruczó i Viktória Petrányi na podstawie Heinricha von Kleista) - Staatstheater Hannover, Niemcy 2011.
- Megszállottak ideje (autor: Fiodor Dostojewski) - Thalia Theater, Hamburg, Niemcy 2011.
- A tiszaeszlári Solymosi Eszter (autor: Gyula Krúdy) - Staatstheater Hanower, Niemcy 2010.
- Nehéz istennek lenni (reżyser: Kornél Mundruczó i Yvette Bíró) - Proton Színház 2010.
- Júdás evangéliuma (reżyser: Kornél Mundruczó i Yvette Bíró) - Thalia Theater, Hamburg, Niemcy 2009.
- A kékszakállú herceg vára, Zamek Sinobrodego (kompozytor: Béla Bartók) - BTF, Művészetek Palotája, 2009.
- Frankenstein-terv (Projekt Frankenstein), (reżyser: Kornél Mundruczó i Yvette Bíró - Bárka Színház, Proton Színház 2007.
- A jég (Lód), (autor: Władimir Sorokin) - Krétakör Színház, Trafó Kortárs Művészetek Háza, Nemzeti Színház, Proton Színház 2006.
- Caligula (autor: Albert Camus) - Radnóti Színház, 2006.
- Zérus (Zero), (autor: Sinead Morrissey) - Trafó Kortárs Művészetek Háza, British Council, 2005.
- A Nibelung-lakópark (autor: János Térey) - Krétakör Színház, Trafó Kortárs Művészetek Háza, BÖF, 2004.
- A tisztességtudó utcalány (kompozytor: Kamilló Lendvai) - BÖF, kino Átrium, 2003.
- Jég trilógia - Felolvasószínház (autor: Władimir Sorokin) - PEN American Center, New York, USA 2011.
- Szobalánynak Londonban - Felolvasószínház (autor: Vera Filó) - Millenáris, 2003.
- A Nibelung-lakópark III. część - Felolvasószínház (autor: János Térey) - Pécs, 2003.
- A Nibelung-lakópark II. część - Felolvasószínház (autor: János Térey) - Millenáris, Światowy Dzień Teatru, 2003.

## Nagrody

### Nagrody filmowe
Biały Bóg
- Sekcja Spotlight – Sundance Film Festival (2015)
- Nagroda główna w sekcji "Un Certain Regard" na 67 MFF w Cannes (2014)
- Złoty Polip, nagroda dla najlepszego filmu – Europejski Festiwal Filmów Fantastycznych w Strasburgu 2014.
- Nagroda publiczności – MFF Antalya Golden Orange, 2014.
- Uznanie profesjonalnego jury – FF LET’S CEE, 2014.
- Nagroda Eurimages za najlepszą europejską koprodukcję – MFF w Sewilli, 2014.

Szelíd teremtés – A Frankenstein terv (Łagodny potwór – projekt Frankenstein )
- Nominacja do Złotej Palmy – 63. MFF w Cannes, 2010.
- Nagroda specjalna jury – MFF w Sarajewie, 2010.
- Nagroda specjalna jury – MFF w Sewilli, 2010.

Delta
- Nagroda FIPRESCI – na 61. MFF w Cannes w 2008.
- Nagroda Don Quijota – MFF w Cottbus, 2008.
- Nagroda dla najlepszego filmu – Festiwal Filmów Węgierskich w Los Angeles, 2008.
- Nagroda Międzynarodowego Stowarzyszenia Kin ART (CICEA) – MFF w Sarajewie, 2008.
- Arany Orsó díj, (Nagroda Złotego Wrzeciona) – 39. Magyar Filmszemle, 2008.
- Nagroda Międzynarodowych Krytyków Gene Moskowitza – 39. Magyar Filmszemle, 2008.

Johanna
- Nagroda specjalna jury – Fantasporto Porto, 2006.
- Nagroda specjalna jury – Aubagne IFF, 2006.
- Sekcja "Un Certain Regard" – 58. MFF w Cannes w 2005.
- L’Age D’Or – Bruksela, 2005.
- Nagroda specjalna jury – MFF w Sewilli, 2005.

Kis Apokrif NO 2.
- Cinéfondation – 57. MFF w Cannes w 2004.

78-as Szent Johannája
- La Quinzaine des Réalisateurs – 56. MFF w Cannes w 2003.

Kis Apokrif NO 1.
- Najlepszy eksperymentalny film krótkowmetrażowy – 35. Magyar Filmszemle, 2004.
- Nagroda jury ekumenicznego – Oberhausen, 2003.
- Nagroda specjalna jury – Festiwal Filmów Europejskich Stuttgart-Ludwigsburg, 2003.
- Nagroda Magyar Filmlaboratórium – ALTER-NATIVE Międzynarodowy Festiwal Filmów Krótkometrażowych w Marosvásárhely, 2003.

Szép napok
- Nagroda Złotego Lamparta – Locarno, 2002.
- Nagroda Międzynarodowych Krytyków Gene Moskowitza – 33. Magyar Filmszemle, 2002.
- Nagroda specjalna jury – 33. Magyar Filmszemle, 2002.
- Nagroda główna – Międzynarodowy Festiwal Filmowy w Sofii, 2003.
- Nagroda Złotego Irysa – Międzynarodowy Festiwal Filmowy w Brukseli, 2003.

AFTA
- Nagroda ARTEa – Międzynarodowy Festiwal Filmów Krótkometrażowych w Oberhausen, 2001.
- Dyplom uznania jury ekumenicznego – Międzynarodowy Festiwal Filmów Krótkometrażowych w Oberhausen, 2001.
- Dyplom uznania – Międzynarodowy Festiwal Filmów Krótkometrażowych w Petersburgu, 2001.
- Najlepszy film krótkometrażowy – 32. Magyar Filmszemle, 2001.
- Najlepszy film krótkometrażowy – Międzynarodowy Festiwal Filmów Krótkometrażowych w Corto d’Imola, 2001.
- Najlepszy film krótkometrażowy – Festiwal Filmów Środkowoeuropejskich w Cottbus, 2001.
- Nagroda Srebrnego Smoka – Krakowski Festiwal Filmowy w Krakowie, 2001.
- Najlepszy film krótkometrażowy – festiwal Mediawave, 2001.
- Najlepsza reżyseria – Boloński Festiwal Szkół Filmowych, 2001.
- Druga nagroda – Międzynarodowy Festiwal Szkół Filmowych, Monachium, 2001.[10]
- Druga nagroda – Festiwal Filmów Europejskich Stuttgart-Ludwigsburg, 2000.
- Najlepszy film krótkometrażowy roku – Nagroda Węgierskich Krytyków Filmowych, 2002.

Nincsen nekem vágyam semmi
- Najlepszy debiut – 31. Magyar Filmszemle, 2000.
- Najlepszy film – 31. Magyar Filmszemle: nagroda jury studenckiego
- Nagroda za najlepszą reżyserię Gildii Reżyserów Węgierskich
- Najlepszy film fabularny roku – Nagroda Węgierskich Krytyków Filmowych, 2001.

### Nagrody teatralne
Demencia
- Nagroda Krytyków – Festiwal Baltic House, Petersburg, Rosja 2014.

Denevér, avagy az én kis temetőm
- Najlepsze przedstawienie sezonu - Telewizja Polska, Polska 2012.
- Najlepsze przedstawienie – Festiwal Teatralny Boska Komedia, Kraków, Polska 2013.

Szégyen
- Nagroda Bundeszentrale für politische Bildung – 8. Polityka w niezależnym teatrze – Hellerau, Drezno, Niemcy 2011.
- Nagroda Międzynarodowego Stowarzyszenia Krytyków Teatralnych (AICT/IATC) – MESS Międzynarodowy Festiwal Teatralny, Sarajewo, Bośnia i Hercegowina 2012.
- Nagroda MESS Forum “Luka Pavlović” – MESS Międzynarodowy Festiwal Teatralny, Sarajewo, Bośnia i Hercegowina 2012.
- Najlepsza reżyseria: Kornél Mundruczó – XIII. Pécsi Országos Színházi Találkozó 2013.

Frankenstein-terv
- Najlepsza inscenizacja – VIII. Pécsi Országos Színházi Találkozó 2008.
- Nagroda publiczności – VIII. Pécsi Országos Színházi Találkozó 2008.
- Nagroda specjalna – 44. Festiwal BITEF, Belgrad, Serbia 2010.

A jég (Lód)
- Najlepszy młody artysta: Mundruczó Kornél – Międzynarodowy Festiwal Teatralny KONTAKT, 2009.
- Złoty Wieniec Laurowy za najlepsze przedstawienie środkowoeuropejskie – MESS Międzynarodowy Festiwal Teatralny, Sarajewo, Bośnia i Hercegowina 2009.
- Nagroda specjalna jury: Najlepsza trupa – MESS Międzynarodowy Festiwal Teatralny, Sarajewo, Bośnia i Hercegowina 2009.
- Avaz Dragon – MESS Międzynarodowy Festiwal Teatralny, Sarajewo, Bośnia i Hercegowina 2009.
- Nagroda Texture – Festiwal Filmowy i Teatralny Texture, Perm, Rosja 2010.

2018/2019Nagroda im. Konrada Swinarskiego — za reżyserię "Cząstek kobiety"" Katy Wéber w TR Warszawa

## Inne źródła
- Dziesięciu najlepszych węgierskich reżyserów filmowych dekady (węg.)

Szablon:Kornél Mundruczó